# Papirius Felix
Papirius Felix war ein antiker römischer Toreut (Metallbearbeiter), der gegen Ende des 1. Jahrhunderts in Kampanien tätig war.
Papirius Felix ist heute nur noch aufgrund eines gemeinsamen Signaturstempels auf einer Kasserolle aus Bronze bekannt. Das Stück wurde in einem Steinkistengrab in Zliv, Ortsteil von Libáň, Královéhradecký kraj im Okres Jičín gefunden. Heute befindet sich das Stück im Nationalmuseum in Prag. Mit Titus Papirius Lib[…] gibt es aus derselben Zeit und Region es einen weiteren bekannten Toreuten aus der Gens der Papirier, dessen Stücke auch in Mitteleuropa, eines ebenfalls in Tschechien, gefunden wurden.

## Einzelbelege
1. ↑  Inventarnummer 62700–62744, 64288; Richard Petrovszky: Studien zu römischen Bronzegefäßen mit Meisterstempeln. Leidorf, Buch am Erlbach 1993, S. 285, Nr. P.02.01.; CIL 3, 10027,88.

| Personendaten    | Personendaten                              |
| ---------------- | ------------------------------------------ |
| NAME             | Papirius Felix                             |
| ALTERNATIVNAMEN  | Felix, Papirius                            |
| KURZBESCHREIBUNG | antiker römischer Toreut                   |
| GEBURTSDATUM     | 1. Jahrhundert v. Chr. oder 1. Jahrhundert |
| STERBEDATUM      | 1. Jahrhundert oder 2. Jahrhundert         |